# Mount Spurr
Der Mount Spurr ist ein 3374 m hoher Schichtvulkan in den Tordrillo Mountains in Alaska. Er ist in der Caldera eines älteren Vulkans entstanden, die einen Durchmesser von bis zu 6 km und eine Höhe von 3000 m hat. 

## Geografie
Der Mount Spurr hat neben dem Hauptgipfel mit dem 2309 m hohen Crater Peak (⊙) einen zweiten Eruptionsschlot, der sich in einem Bruch der alten Caldera gebildet hat. Während der Hauptgipfel seit über 5.000 Jahren inaktiv ist, gab es am Crater Peak zuletzt 1953 und 1992 Ausbrüche, die zu Ascheregen bis ins 130 km östlich liegende Anchorage führten. 
Der Fußbereich des Mount Spurr ist von pyroklastischen Ablagerungen mit Eruptivgängen und vulkanischen Lagergängen, die Flanken von andesitischen Lavaströmen bedeckt.
Benannt ist der Berg nach Josiah Edward Spurr, einem Geologen des United States Geological Survey, der 1898 eine Expedition in die Gegend leitete. Die Nähe des Mount Spurr zu transpazifischen Flugrouten birgt potentielle Gefahren für den Flugverkehr.

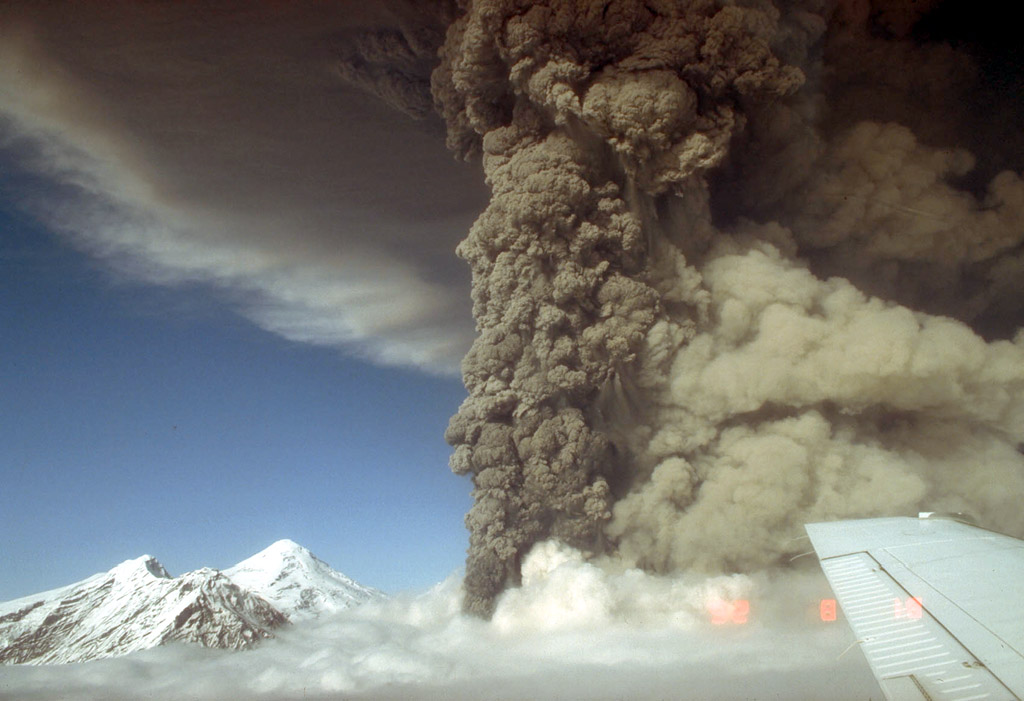
Ausbruch des Crater Peak im August 1992
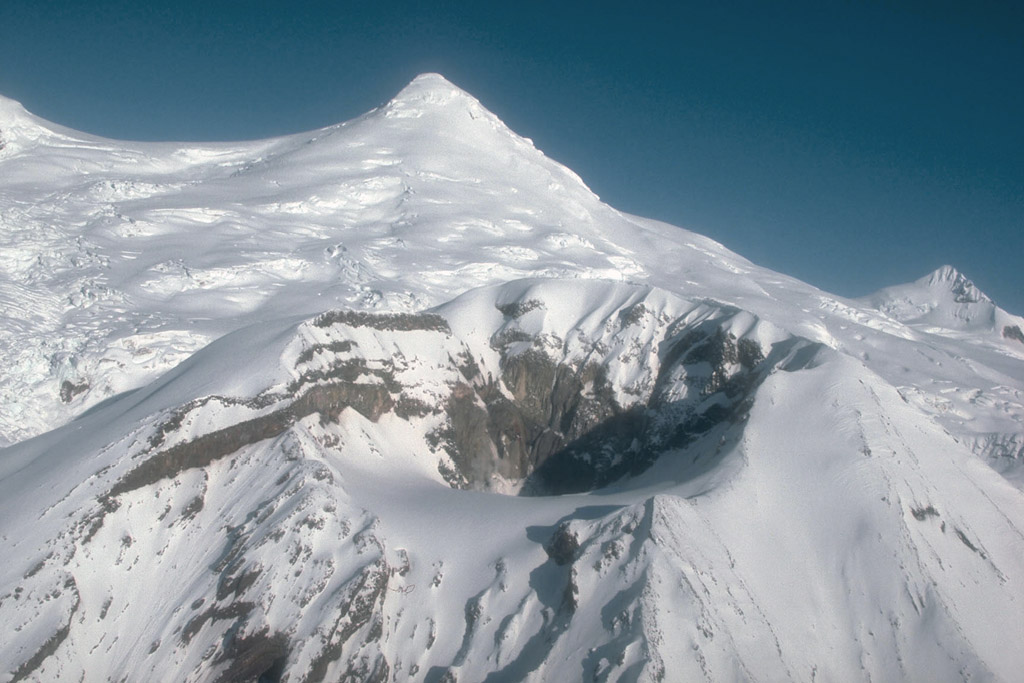
Der Crater Peak mit dem Hauptgipfel im Hintergrund